# 范百常
范百常（？—？），華陽（今四川成都）人。北宋文學家范鎮乃其叔父，范鎡之遺腹子。北宋大理丞、茂州知州。

## 生平
在范百常還沒出生時，其父范鎡已在隴城身故，其叔父范鎮及後得知范鎡有一遺腹子在外，所以就用了兩年時間將其尋獲。
出使茂州作知州其間，因茂州在蓋州、塗州、靜州、當州、直州、時州、飛州、宕州、恭州等九個州蠻之中，而每個州蠻皆推選一人作為州將。茂州原本並無城牆和護城河，只用植物鹿角堆放地上當作防禦物以阻擋敵軍前進。蠻夷經常夜間剽掠人畜，要求徼貨來贖，令居民什為艱苦。所以到熙寧八年，范百常進言要求築建城牆。到九年三月二十四日，才開始建城，蠻夷就因為覺得建城是侵略其土地而帶數百人奄至，茂州兵當時才二百人，范百常作帥還擊，殺數人後，蠻夷退，范百常就遷民入牙城。但到第二日，蠻夷帶同數千人四面大至，焚燒鹿角及居民廬舍，引梯沖攻牙城，而范百常就率眾堅決守城。至二十九日，因有兩酋長被櫑木所殺，蠻夷才退兵。一直到四月初蠻兵屢次攻城，但都無功而還。蠻夷之後就不斷圍繞山崗四圍遊騎，令城內居民不敢出城。
茂州南邊有箕宗關路通永康軍，北邊有隴東道路通綿州，但皆為蠻夷所佔據。范百常就召募居民走捷徑往成都及用數百書木牌投入江中，告急求援。於是蜀州駐泊都監孫青帶同數千人自箕宗關而入，蠻兵伏擊，孫青將士死傷不多。另又有王供備等數千將士自隴東道進入，時州蠻夷請降，但跟從王供備之將士殺了時州州將兩子，此舉令時州蠻夷非常不滿，密告靜州等蠻夷，但始終不敵宋軍而被殺盡。鈐轄司就命范百常與蠻夷講和，令蠻夷稍為安定。
現今四川省阿壩藏族羌族自治州內茂縣鳳儀鎮仍有茂州城遺址，但僅存南門和部分城牆。在1989年1月29日阿壩州人民政府將茂州城定為州級文物保護單位。